# Storegg-Bank
Die Storegg-Bank ist eine submarine Bank in der Kooperationssee. Sie liegt etwa 45 km vor der Mawson-Küste des ostantarktischen Mac-Robertson-Lands.
Die Besatzung des norwegischen Fabrikschiffs Solglimt entdeckte sie am 9. Januar 1934, als sie bei Tiefenlotungen einen abrupten Anstieg des antarktischen Kontinentalschelfs von 5100 auf 310 m ermittelte. Sie hielt es für den Rand eines großen Tiefseerückens und benannte es als Storeggen (norwegisch für Großer Grat). Das Antarctic Names Committee of Australia übertrug diese Benennung in angepasster Form ins Englische.